# محمد آل عقيل
محمد أحمد آل عقيل مواليد 27 فبراير 1997 في نجران، السعودية، هو لاعب كرة قدم سعودي يلعب لنادي نجران.